# سیمونا رنچیو
سیمونا رنچیو (به انگلیسی: Simona Renciu) ژیمناست زادهٔ ۲۱ دسامبر ۱۹۶۷ میلادی اهل کشور رومانی است.